# Segler-Verein Braunschweig
Der Segler-Verein Braunschweig e. V. ist ein gemeinnütziger Wassersportverein mit Sitz am Südsee in Braunschweig.

## Geschichte
Der Verein wurde am 28. Februar 1968 gegründet. Der Segler-Verein Braunschweig zählt zu den größten Segler-Vereinen Niedersachsens und hat über 400 Mitglieder.
Im Jahr 2013 wurde der Segler-Verein Braunschweig auf der Hanseboot als Segler-Verein des Jahres ausgezeichnet und damit für seine überregional bedeutsame Jugendarbeit in der Ausbildung des Segelsports gewürdigt. Im Jahr 2021 wurde der Verein erneut zum Segler-Verein des Jahres gewählt, für die Bemühungen um die Kinder- und Jugendarbeit aber auch für das Engagement des Segelns für Menschen mit geistiger Behinderung.
Seit 1974 pflegt der Segler-Verein Braunschweig eine enge Kooperation mit der Segelgruppe der Technischen Universität Braunschweig. Diese Kooperation reicht von der gemeinsamen Nutzung des Vereinsgeländes über gemeinschaftliche Trainingsaktivitäten bis hin zu Regattakooperationen, die auf nationaler und internationaler Ebene in unterschiedlichen Bootsklassen vertreten sind.
Seit Juni 2019 betreibt der Verein ein langfristiges Projekt mit der Evangelischen Stiftung Neuerkerode, in dem Menschen mit geistiger und multipler Behinderung das Segeln erlernen. Fernziel ist die Teilnahme an den Special Olympics 2023 in Berlin. Der Norddeutsche Rundfunk berichtete im Oktober 2019 über das Projekt. Seit 2021 ist der Segler-Verein Braunschweig Stützpunkt von Special Olympics Niedersachsen (SOND).
Gemeinsam mit dem Institut für Architekturbezogene Kunst (IAK) der Technischen Universität Braunschweig war der Verein in Juni und Juli 2019 Ausrichter des Kunstprojekts "Südseeinseln" auf dem Braunschweiger Südsee.

## Mitgliedschaften
Der Segler-Verein Braunschweig ist Mitglied in folgenden Vereinen und Verbänden:
- Deutscher Segler Verband (DSV), Mitgliedsnummer N072
- Segler-Verband Niedersachsen e. V. (SVN)
- Regionalverband Segeln Südniedersachsen (RVSSN)
- Landessportbund Niedersachsen
- Special Olympics Niedersachsen
- Deutsche Lebens-Rettungs-Gesellschaft Bezirk Braunschweig e. V. (DLRG)
- Deutsche Gesellschaft zur Rettung Schiffbrüchiger (DGzRS)

## Sparten
In dem Verein sind folgende Sparten vertreten:
- Binnensegler
- Seesegler
- Kinder- und Jugendsegeln
- Paddler ("Südseedrachen", Drachenboot, Stand-Up-Paddling SUP)
- Segeln für Menschen mit geistiger Behinderung (inklusiv)

## Ausbildung
Das Ausbildungsangebot des Vereins umfasst folgende Kurse:
- Jugendsegelschein (DSV)
- Sportbootführerschein Binnen (SBF Binnen)
- Sportbootführerschein See (SBF See)
- Sportküstenschifferschein (SKS)
- Fachkundenachweis pyrotechnische Signalmittel (FKN, Pyro-Schein)
- UKW-Sprechfunkzeugnis für den Binnenschifffahrtsfunk (UBI)
- Beschränkt gültiges Funkbetriebszeugnis Short Range Certificate (SRC)

## Regatten
Neben verereinsinternen Regatten ist insbesondere die Kinder- und Jugendabteilung Ausrichter und auch Teilnehmer (national und international) an Segel-Regatten, die hierbei bevorzugten Bootsklassen sind Opti, Laser und 420er.
Am Braunschweiger Südsee wird jährlich der Opti-Löwencup ausgesegelt, an dem sich überregional auch weitere Segelvereine beteiligen. Der Opti-Löwencup ist eine Regatta des Torsten-Muschkeit-Pokals, an dem u. a. die Seglervereine Wolfsburg (Allersee), Gifhorn, Salzgitter und Altwarmbüchen als Ausrichter beteiligt sind.
Die Paddler-Sparte des Vereins (Südsee-Drachen) nimmt überregional an Paddel-Wettbewerben teil.